# Kathleen Friedrich
Kathleen Friedrich (* 13. Juli 1977 in Potsdam) ist eine ehemalige deutsche Leichtathletin.
Nach ihrem Schulabschluss 1997 am Sportgymnasium Chemnitz begann sie ihre Laufbahn als Zeitsoldatin in der Sportfördergruppe der Bundeswehr. Dort betrieb sie intensiven Leistungssport. Ihre Hauptdisziplin war die Mittelstrecke über 1500 Meter. Sie wurde von 2000 bis 2004 fünfmal in Folge Deutsche Meisterin, in der Halle gewann sie 2002 und 2004 den Titel. Friedrich wurde 1996 in Sydney Vizejuniorenweltmeisterin über 800 Meter. Sie nahm an den Weltmeisterschaften 2001 in Edmonton und den Europameisterschaften 2002 in München teil. Beim Weltcup 2002 in Madrid wurde sie Dritte.
Kathleen Friedrich startete für den LAC Chemnitz und den SC Potsdam und wurde von Beate Conrad betreut. Sie hatte bei einer Größe von 1,77 m ein Wettkampfgewicht von 57 kg. Friedrich studierte Europäische Medienwissenschaften und Photographie.